# 500 Millas de Indianápolis

Mapa del óvalo de Indianápolis.

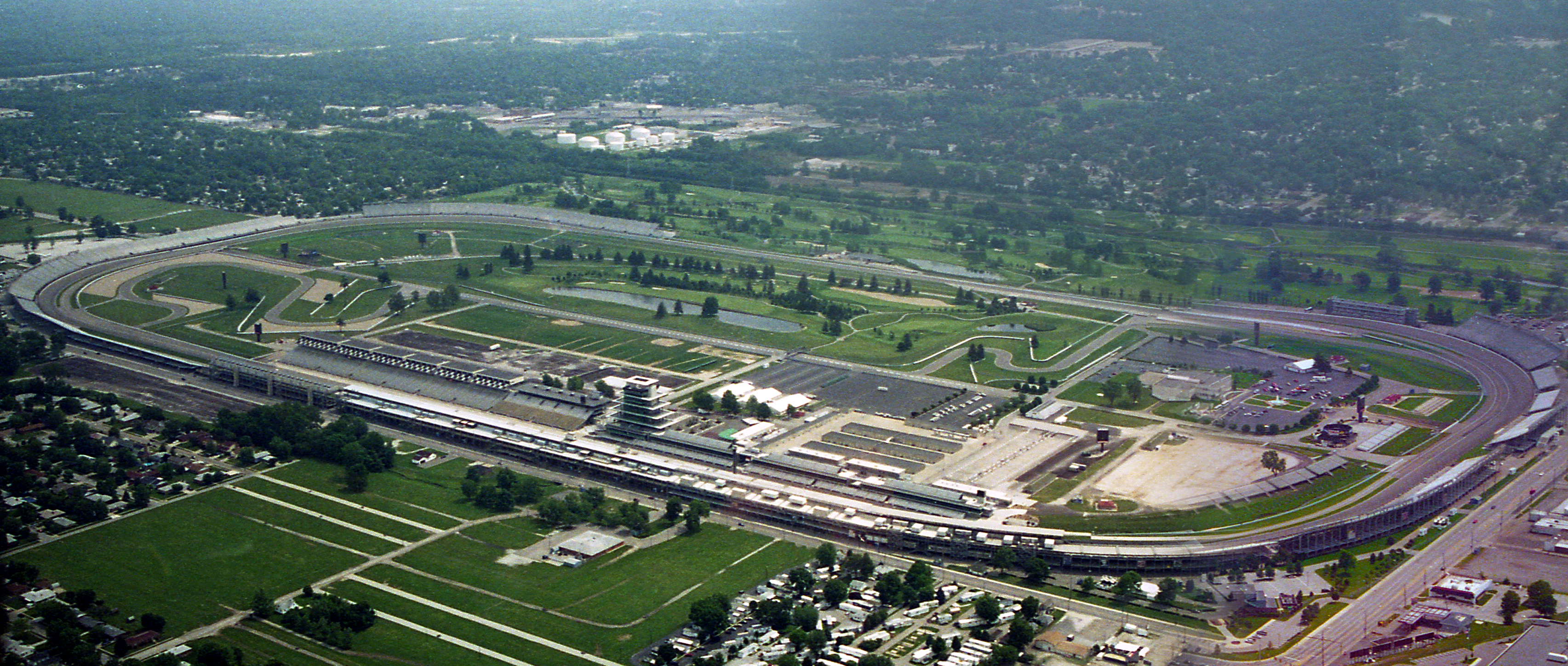
Vista del Indianapolis Motor Speedway.

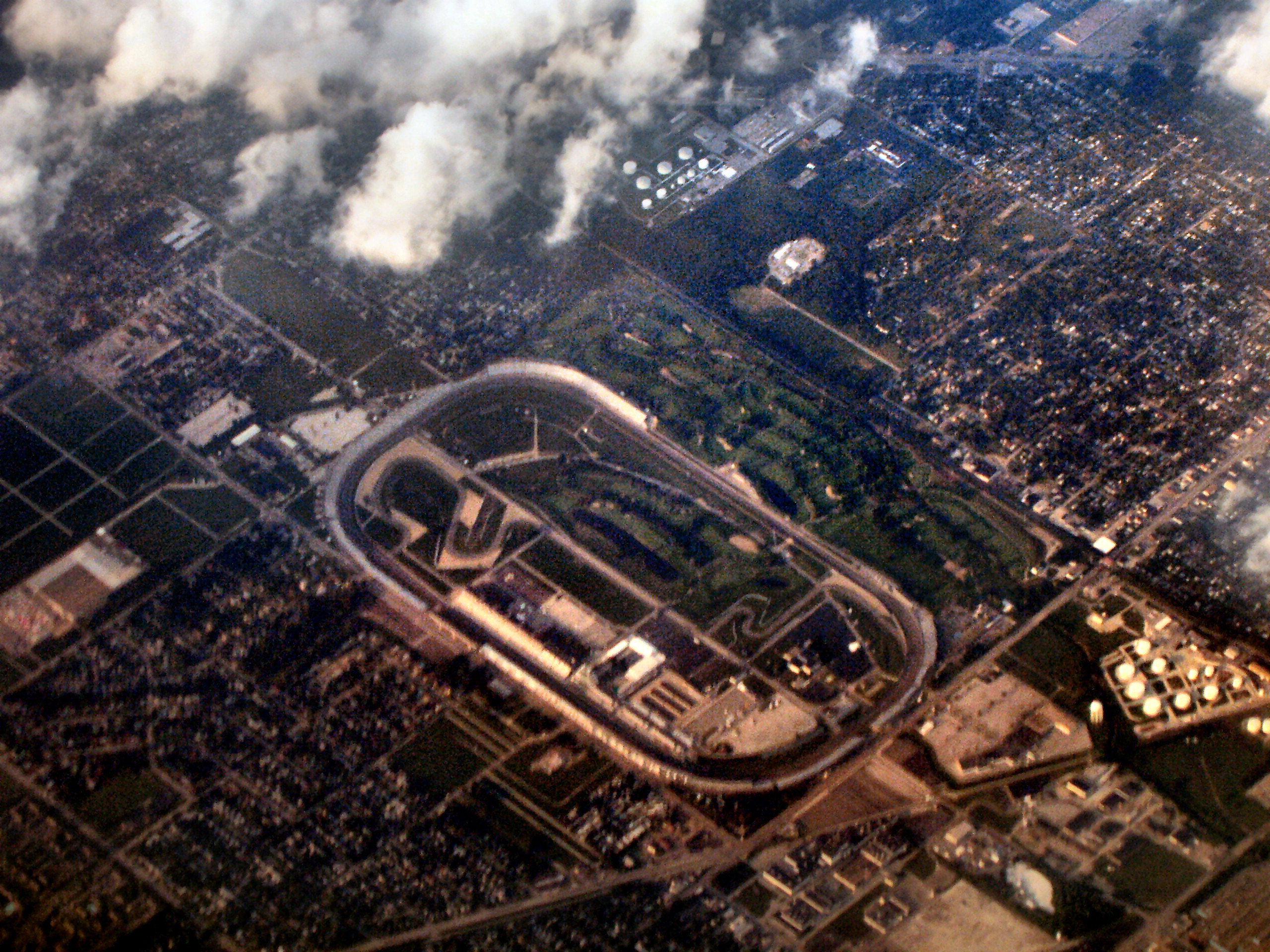
Vista aérea

Las 500 Millas de Indianápolis, también conocida como Indianápolis 500 o Indy 500, es una carrera de automovilismo de velocidad para monoplazas celebrada anualmente en el óvalo Indianapolis Motor Speedway localizado en Indianápolis, estado de Indiana, Estados Unidos. Es uno de los eventos de motor más antiguos existentes.
El complejo automovilístico en el cual se celebra la prueba fue construido en 1909, y la primera edición de la carrera se celebró en el año 1911. En el año 2011 se conmemoró el centenario de las 500 Millas de Indianápolis, que debido a los recesos por las dos guerras mundiales fue la 95.ª edición de la carrera.
Desde 1911 hasta 1955, la carrera la fiscalizó el Comité de Competición de la Asociación Estadounidense del Automóvil (AAA, por sus siglas en inglés), y formaba parte del Campeonato Nacional de la AAA. Después del desastre de las 24 Horas de Le Mans de 1955, la AAA dejó de organizar carreras. Tony Hulman, dueño del óvalo de Indianápolis, creó el USAC y las 500 Millas se convirtió en la prueba por excelencia del Campeonato Nacional del USAC. Asimismo, fue puntuable para el Campeonato Mundial de Fórmula 1, aunque contó con pocos pilotos de aquella.
En 1979, varios equipos fundaron la CART, que comenzó a organizar su propio campeonato de monoplazas. Años después, el USAC dejó de organizar carreras de Indy, aunque siguió fiscalizando las 500 Millas de Indianápolis, la cual se incorporó rápidamente al calendario de la CART.
Tony George, dueño de Indianápolis a principios de la década de 1990, fundó un campeonato de óvalos en 1996 llamado Indy Racing League, luego IndyCar Series, por lo que las 500 Millas de Indianápolis pasó a ser válida para el nuevo certamen. La IndyCar y la CART, luego renombrada Champ Car, convivieron hasta 2008, cuando la segunda entró en bancarrota.
Entre 1950 y 1960 las 500 Millas de Indianápolis formaron parte del calendario mundial de Fórmula 1. Más modernamente, entre 2000 y 2007 se volvió a disputar correr en Indianápolis, pero en un trazado modificado del óvalo y como GP de Estados Unidos.

## Características de la carrera
Las 500 Millas de Indianápolis se celebran cada año en el Indianapolis Motor Speedway, un circuito oval de 2,5 millas que además es el recinto deportivo más grande del mundo.
Es la carrera más prestigiosa de la IndyCar y en ella participan 33 pilotos de inicio que se reparten en 11 líneas en la parrilla de salida. Para completar las 500 millas, los pilotos conducen durante 200 vueltas en sentido contrario a las agujas del reloj. La carrera se ha celebrado tradicionalmente alrededor del Memorial Day y en 1974 se determinó que se celebraría el domingo del fin de semana que coincida con esa festividad. Los entrenamientos se celebran las dos semanas previas a la carrera.
Por cuestiones de seguridad, la carrera no se celebra en condiciones de lluvia. En caso de que llueva, la carrera se pospone hasta que deje de llover y la pista se haya secado. Si llueve durante la carrera, los jueces pueden pararla y cerrar el resultado tal y como esté la clasificación en ese momento si se han dado más de la mitad de las vueltas.
En total, se reparten alrededor de 13 millones de dólares, de los cuales alrededor de 2,5 millones son para el ganador (2016).

## Historia

### Invento del espejo retrovisor
En 1911, el ganador, Ray Harroun con un Marmon Wasp, además de ser el primer ganador de las 500 Millas se le recordará por un invento nunca antes usado en un vehículo motorizado: el espejo retrovisor. Con ese, hoy sencillo artilugio, se facilitó el triunfo; saliendo desde la posición 28 de los 40 participantes, que hasta hoy en día ostenta el récord conjuntamente con Louis Meyer (1936) en ganar la Clásica 500 desde la posición más retrasada de salida. En esa ocasión empleó 6:42:08 horas a un promedio de 74,602 millas/hora para completar 200 vueltas equivalentes a 500 millas.

### Guerras Mundiales
Los años 1917 y 1918 la carrera se suspendió, debido a la Primera Guerra Mundial, así como entre los años 1942 y 1945, durante la Segunda Guerra Mundial. Desde entonces, se ha celebrado de forma ininterrumpida.

### El primer ganador

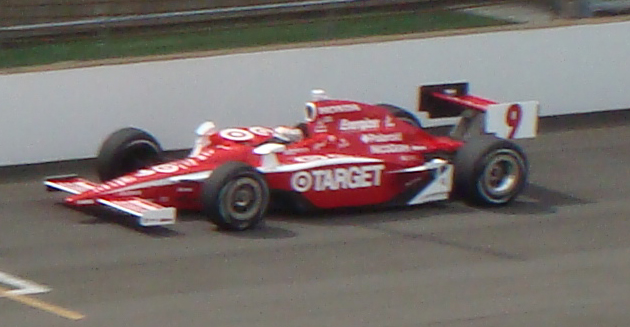
Scott Dixon, ganador en 2008 hace su calificación para la pole en la Indy 500 de 2008.

Aunque pasó a la historia como el primer ganador cabe acotar dos atenuantes: El equipo Nordyke & Marmon Company estaba compuesto de dos coches conducidos por Joe Dawson, Ray Harroun y Cyrus Patschke, inscrito como relevo, que alternó treinta y nueve vueltas con Harroun y otras tantas con Dawson. El segundo atenuante y el más controvertido fue que, el verdadero ganador fuese Ralph Mulford, fue él quien cruzó la línea de meta en la primera posición, pero circunstancias como la imprecisión del método de medición en los tiempos y un accidente en los finales de la carrera que entorpeció la libre circulación en pista complicaron dilucidar el resultado dando como ganador al día siguiente a Ray Harroun.

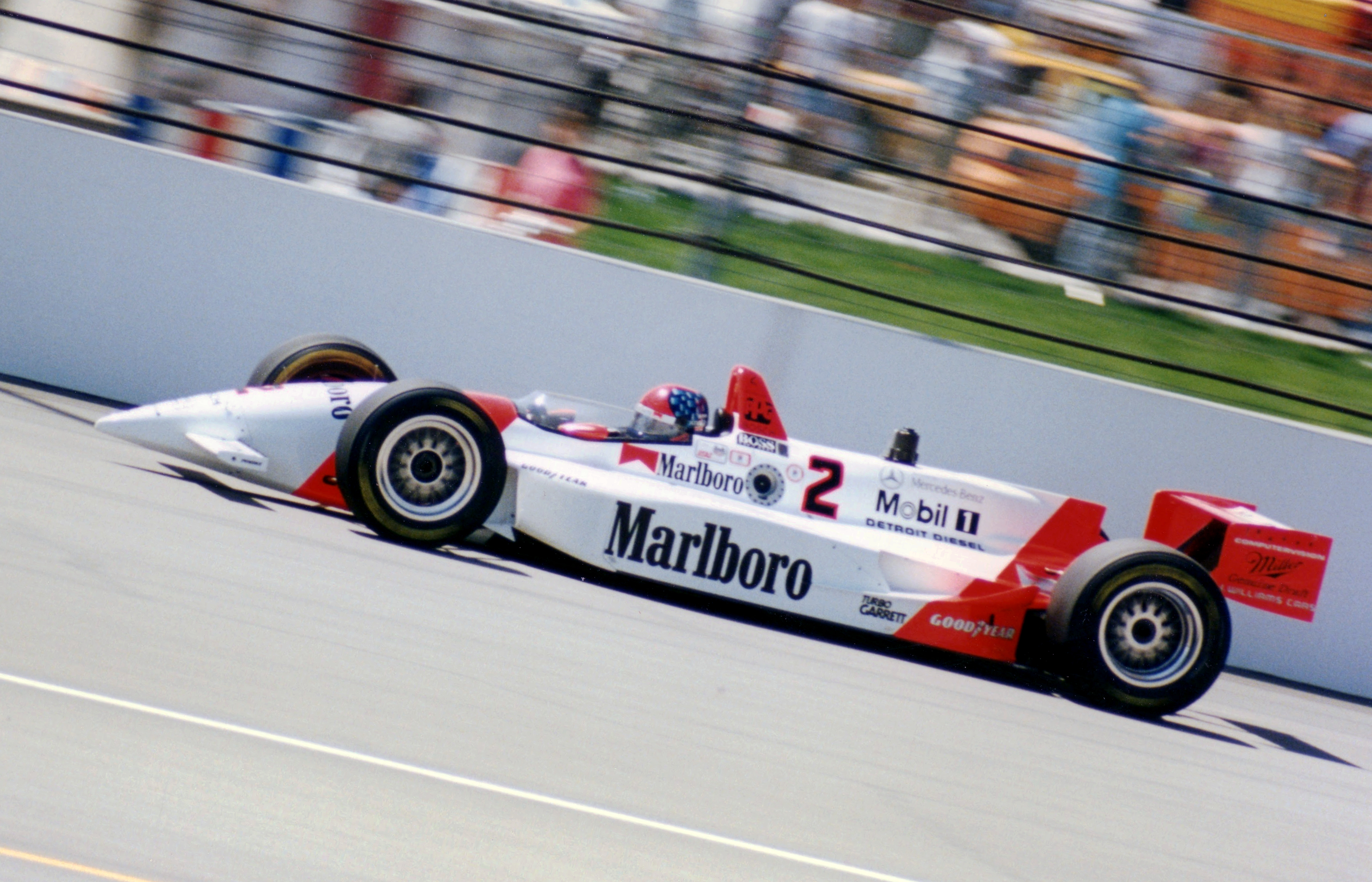
Emerson Fittipaldi conduciendo el Penske PC-23 en el evento de 1994.

### Límite de pilotos
Después de la primera edición la Asociación Estadounidense del Automóvil (AAA, por sus siglas en inglés), ente regulador en esa época, asignó una fórmula para limitar el número de participantes, basada en la relación entre la longitud total del óvalo (2,5 millas) y la distancia de seguridad entre coche y coche de 121,92 metros. Sin embargo, de 1912 a 1914 se optó por 30 automóviles, pero a partir de 1915 se aplicó la limitación en 33 vehículos. Ha habido numerosas ocasiones entre 1916 y 1928 en que el número permitido se aumentó durante los años de la depresión a 40, el máximo fue en el 1933 con 42 automóviles. Pero a partir de 1934 el máximo fue desde entonces los 33, exceptuando por circunstancias atenuantes a 35 en las ediciones de 1979 y 1997. La proeza de entrar en la lista de los 33 es ya una victoria, lógicamente para el ganador la gloria, pero también hay una historia y entresijos no menos importantes, guardados en la memoria de cada uno de los que intentaron clasificarse entre los treinta y tres elegidos y que nunca pudieron, pilotos, equipos mecánicos; les queda como consuelo que al menos rodaron en el mítico óvalo.

### La máxima velocidad
En 1911 ya se lograban 74,602 millas por hora con el piloto Ray Harroun. El 4 de agosto de 1916 el corredor Willard Rader logró superar las 'cien millas por hora' (100,76 mph) a los mandos del prototipo de Packard 299 Liberty diseñado por Jesse G. Vincent. Extraoficialmente Arie Luyendyk recorrió las 2,5 millas a un promedio de 384,969 km/h (239,26 millas/h) en las clasificaciones del 1996. Tom Sneva, fue el primero en superar la barrera de las 200 millas la vuelta en las Clasificaciones en 1977 a un promedio de 200,535 millas la hora. Oficialmente, desde 1996, el promedio en carrera es de 185,981 millas la hora, logrado por Luyendyk. No fue batido hasta el año 2013 cuando Tony Kanaan registró 187,433 millas por hora, aunque Eddie Cheever ostenta el récord de vuelta en carrera en 236,103 millas la hora (379,889 km/h).

### Tragedias
Un total de 41 conductores han perecido en este evento, 18 en plena carrera y 23 en entrenamientos y clasificaciones. El primer conductor en perecer en este evento fue William Bourque en el año 1909.

### Sweepstakes
Originariamente hasta 1916 se publicitó como International 500 Milles Sweepstakes Race (500 Millas Carrera Lotería), sin embargo, los lugareños ya la llamaban Indianápolis 500 o "las 500". En 1919 se promocionó como Internacional Sweepstakes (Loterías Internacionales), nombre que se utilizó hasta los 80. 65th Indianapolis 500 Mille Race fue el nombre oficial que se utilizó partir de 1981 hasta el presente. Como gesto histórico en conmemoración de la Era Centenaria (2009-2011), en las entradas se imprimió 93rd 500 Milles International Sweepstakes.

### Relación con la Fórmula 1
La trascendental cita no pasó desapercibida para la Fórmula 1: en la década de 1950 formaba parte del Campeonato Mundial de Pilotos. En 1963, el constructor británico Colin Chapman presentó dos Lotus para Jim Clark y Dan Gurney, pero no fue hasta 1965 cuando Clark y Lotus devolvieron la victoria a Europa, fueron los primeros no estadounidenses en ganar las 500 Millas de Indianápolis. Al año siguiente, logró la misma proeza Graham Hill con un Lola-Ford, también británicos. Así mismo, el bicampeón brasileño de Fórmula 1 Emerson Fitipaldi sería dos veces ganador de las ediciones 1989 y 1992, en esta última acompañado del campeón de F1 Nigel Mansell. En 1995, el canadiense Jaques Villeneuve y posterior campeón de Fórmula 1, ganaría las 500 millas. En 2015 el ex-McLaren y ex-Williams Juan Pablo Montoya ganó la carrera, lo que ya había conseguido previamente de su incursión en F1. El japonés Takuma Satō, expiloto de F1 a inicios de siglo, ganó las ediciones de 2017 y 2020. El estadounidense Alexander Rossi, que tuvo un breve paso por la Fórmula 1 con tan solo 5 GGPP disputados, ganó en su primera participación en las 500 Millas en 2016. Y el sueco Marcus Ericsson, también con pasado en la Fórmula 1, ganó la edición de 2022.

### Leche
Louis Meyer fue el primero que ganó en su debut (exceptuando los de la primera edición) y en lograr la trilogía, en su segundo galardón al cruzar la línea de meta pidió un vaso de leche para festejar el triunfo. Cuando repitió, su tercer triunfo en 1936 volvió a solicitar un vaso de leche, pero a cambio recibió una botella de suero de leche (muy usual en el sur de EE. UU.). Un hábil fotógrafo inmortalizó el momento en el que bebía de la botella sostenida con dos dedos, los otros tres los mantenía abiertos en alusión a sus tres triunfos. Un ejecutivo de la compañía local de productos lácteos vio la oportunidad de usar la imagen en publicidad y se aseguró de que se repitiese en los siguientes años; exceptuando un periodo (1947–1955) que al parecer no se ofrecía ya, la práctica se reavivó en 1956 hasta el presente.
En 1993, Emerson Fittipaldi en su segunda conquista lo festejó con jugo de naranja, justificado porque él era productor del cítrico en Brasil. Luego tomó de la tradicional botella de leche, eso sí, fuera de cámaras. Aun así, tanto el público como algunos periodistas lo criticaron por esa atribución al respecto.

### El trofeo Borg Warner

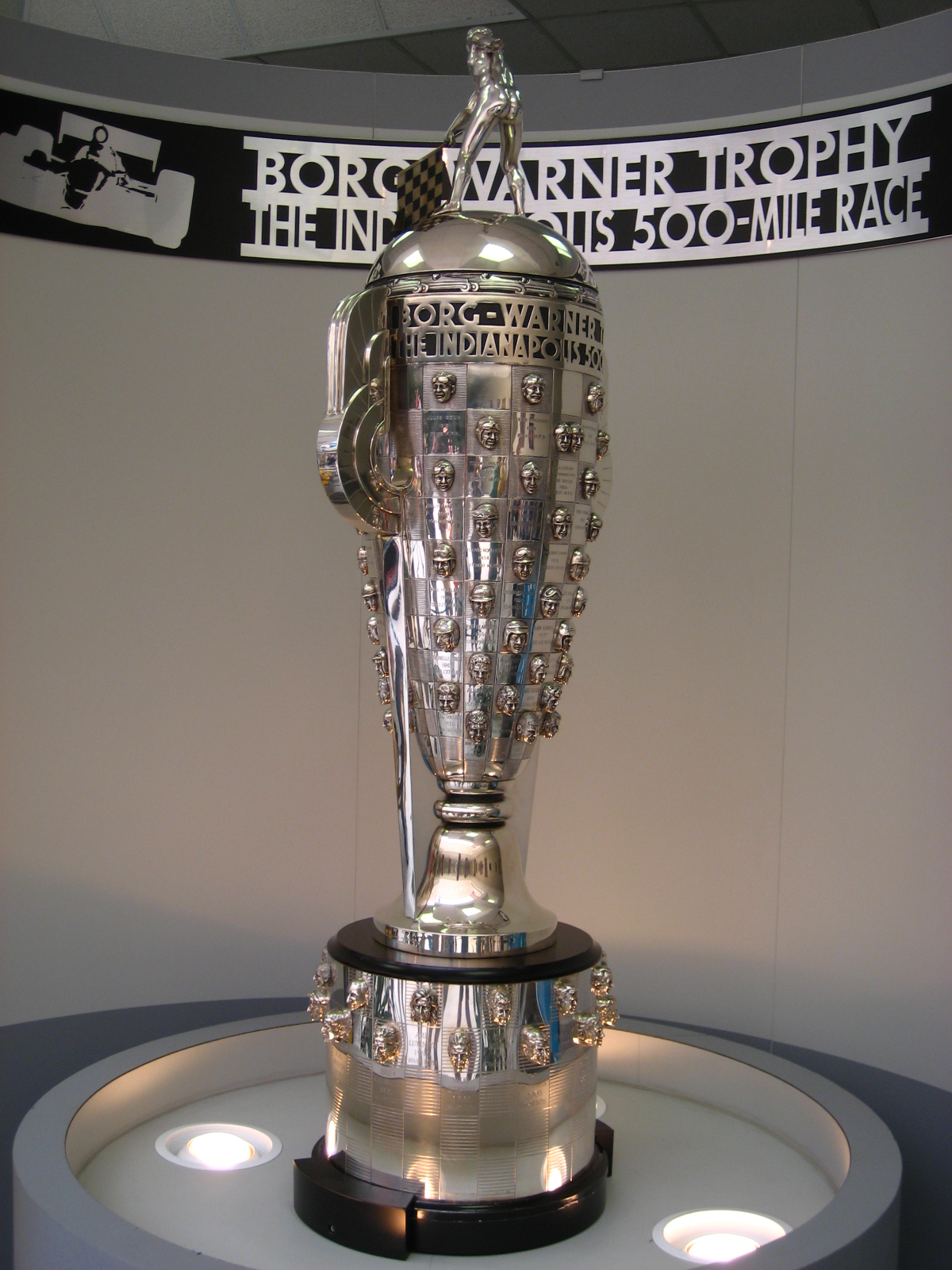
El trofeo Borg Warner

Es uno de los trofeos más codiciados en el mundo del deporte, que se le otorga al ganador de cada 500 Millas de Indianápolis desde 1936. La iniciativa fue realizada por la empresa Borg Warner Company un año antes y fue presentada en una cena a Eddie Rickenbacker, declarando oficialmente el trofeo como un reto de gloria y tradición para el vencedor del legendario evento. Fabricado en plata, la originalidad de esta obra de arte es que en su superficie están grabados todos los rostros de los ganadores desde la primera edición. Es el trofeo más antiguo en el deporte del motor, incluso Louis Mayer (el primero en recibirlo) lo comparó con la medalla Olímpica. Junto con el Trofeo Borg Warner el ganador recibe un cheque de una cantidad no muy corriente. Emerson Fittipaldi fue el primero en superar la barrera del millón de dólares en 1989. Scott Dixon, en 2008, se embolsó 2 988 055 Dólares.

### La primera mujer
La primera mujer en participar en las 500 fue Janet Guthrie (1977-1979). Pero no fue hasta 1992 cuando Lyn St. James se convirtió en la primera mujer novata del año, En la edición 2009, tres mujeres formaron parte de la salida: Sarah Fisher, Danica Patrick y Milka Duno. Un año más tarde aumentaron cuatro mujeres en la salida como la suiza Simona de Silvestro y la brasileña Ana Beatriz. La famosa frase "Caballeros: enciendan sus motores" se modificó por "Damas y caballeros: enciendan sus motores".

### Pilotos afroamericanos
Fueron muy pocos los pilotos de color en participar en las 500. El primer afroamericano en participar fue Charlie Wiggins en 1934, pero no largó la carrera, Joie Ray participó en la edición de 1949, pero tampoco competiría. No fue hasta la edición de 1991 cuando Willy T. Ribbs participaría de forma oficial como el primer piloto afroamericano partiendo desde la décima fila, solo dio 5 vueltas se retiró por falla del motor, dos años después volvió a participar y logró completar la carrera terminó 21. El último piloto afroamericano en participar fue George Mack en la edición de 2002 terminando 17.

## Ganadores

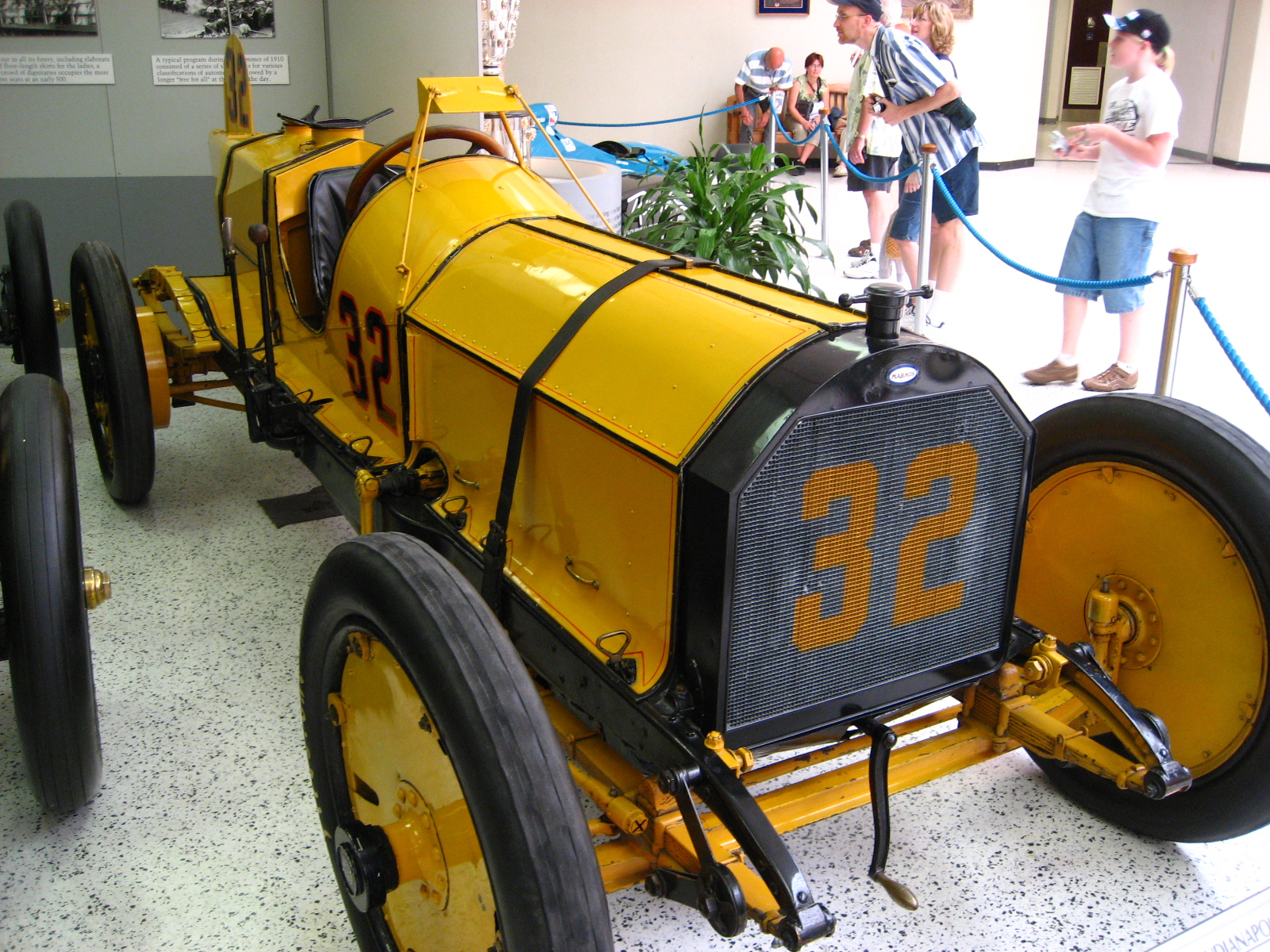
El Marmon-Wasp primer coche vencedor en 1911.

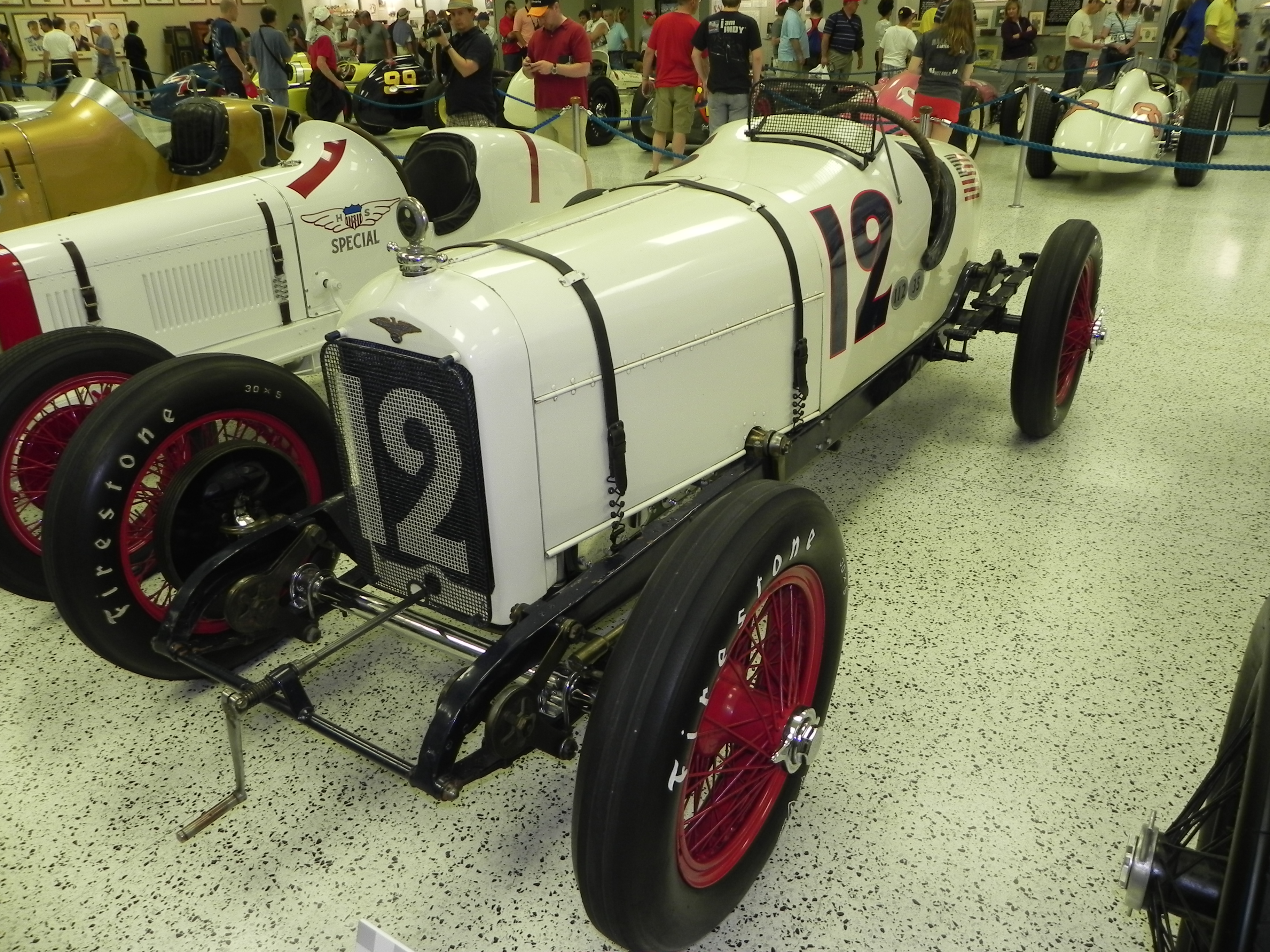
Automóvil vencedor en 1922.

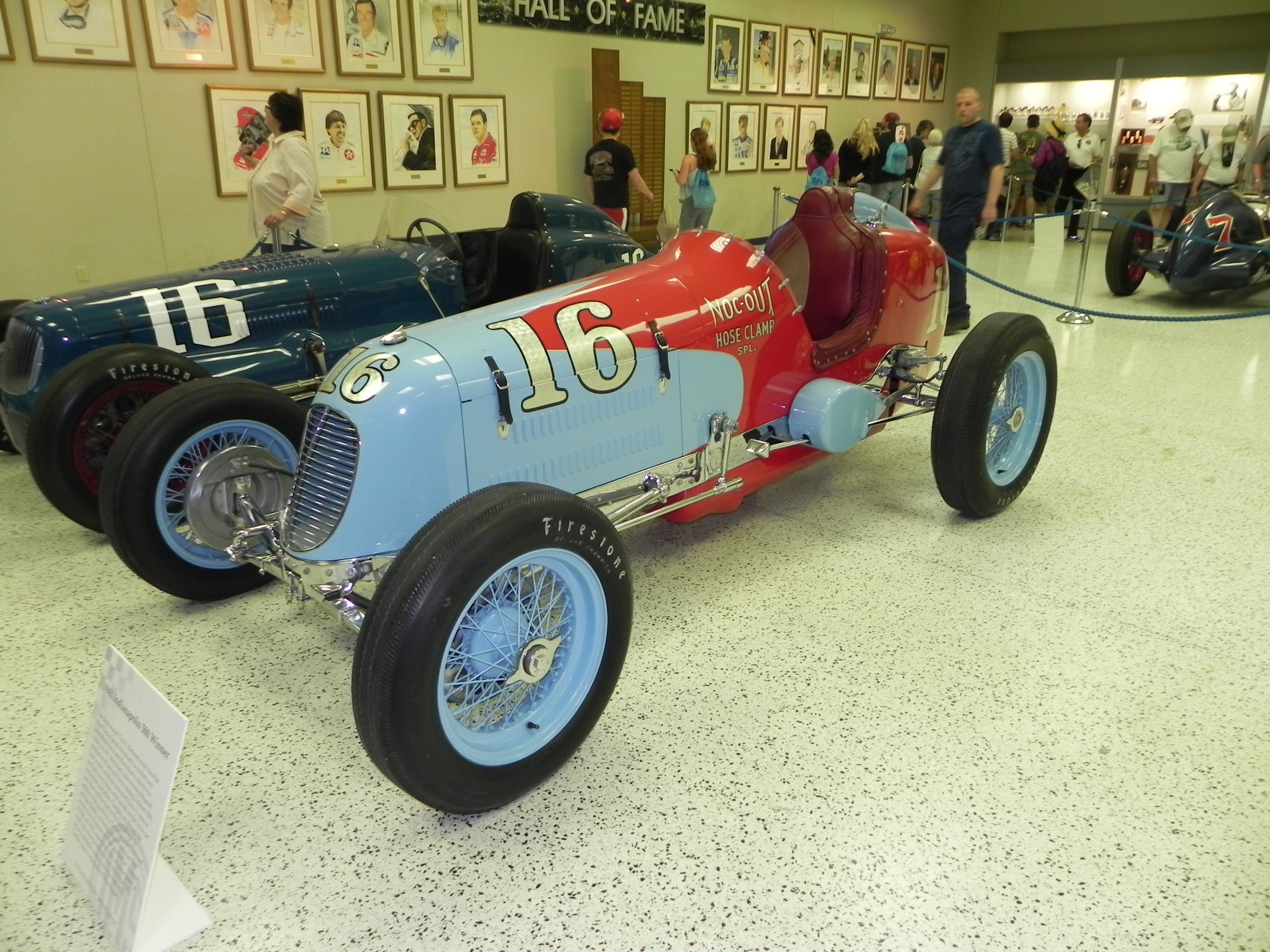
El vencedor en 1941.

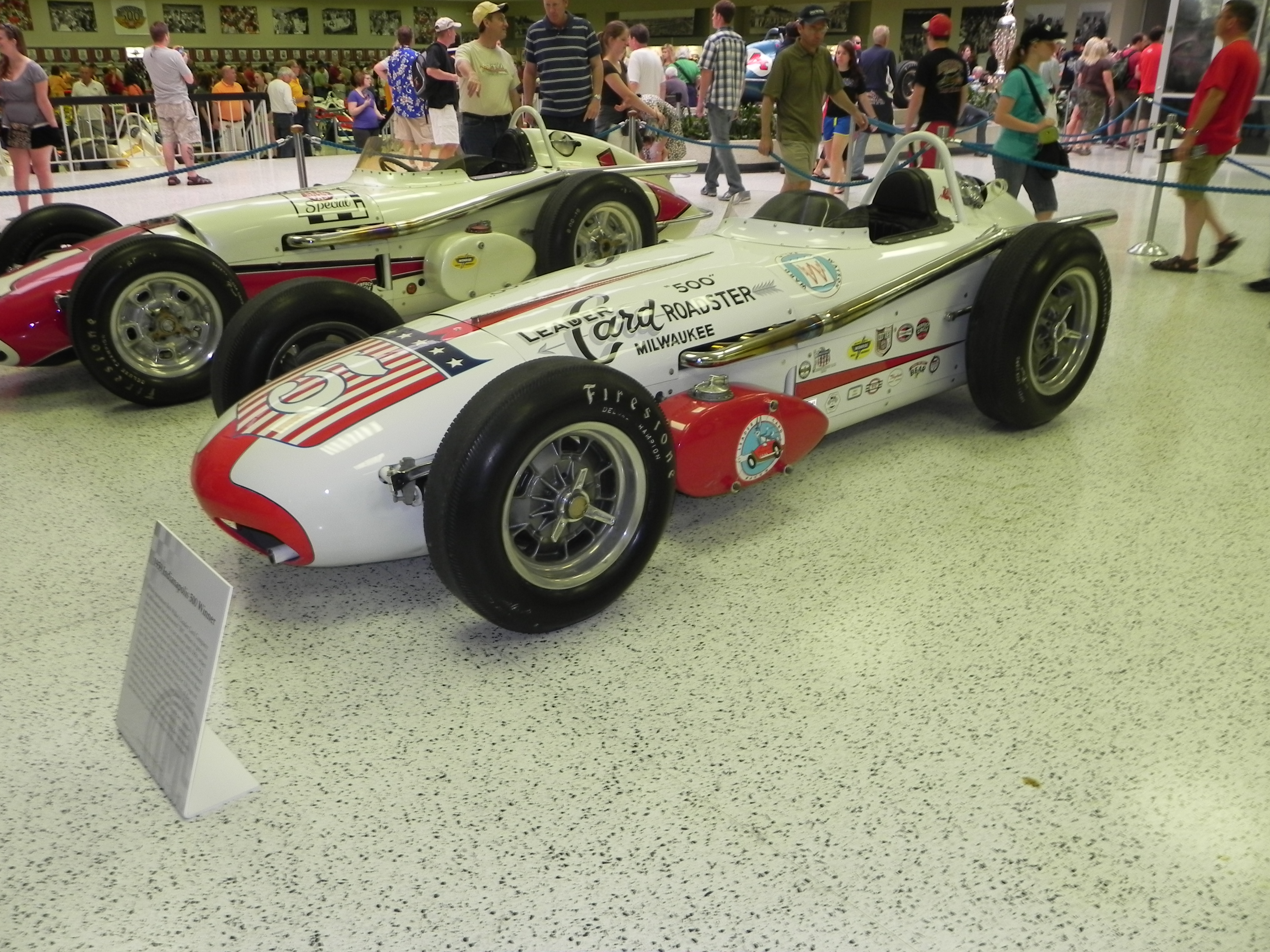
Coche vencedor en 1959.

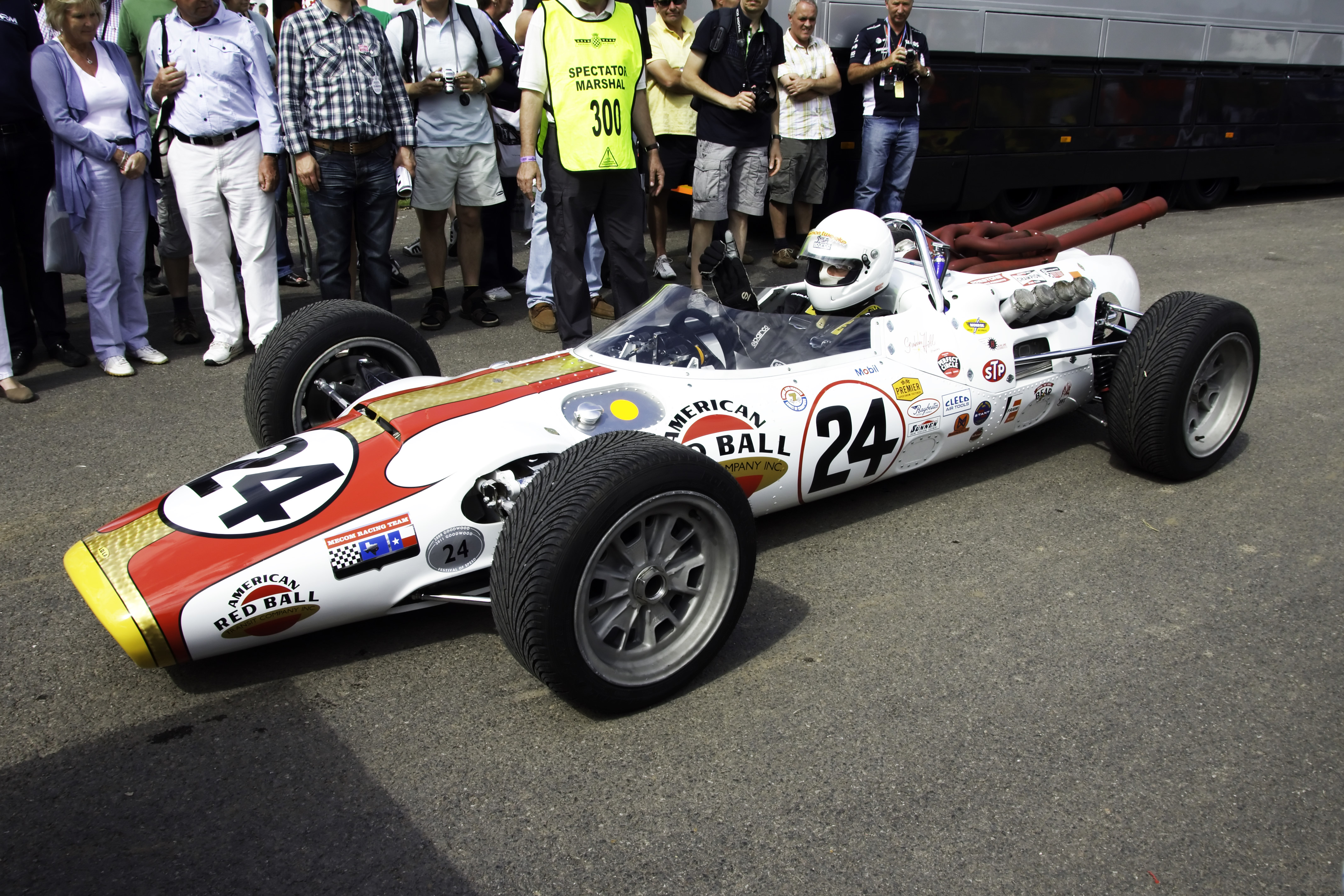
El vencedor en 1966.

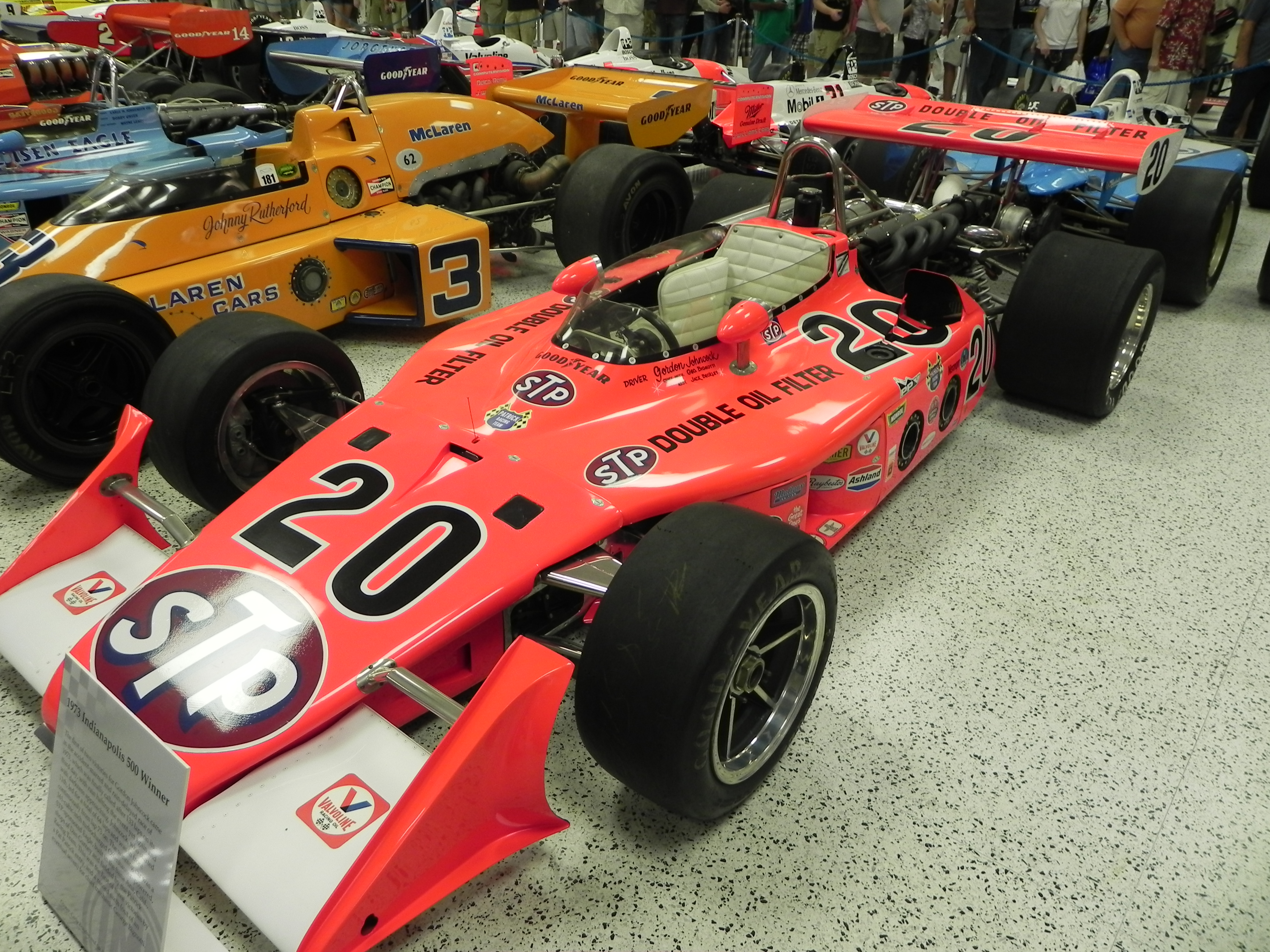
Coche vencedor en 1973.

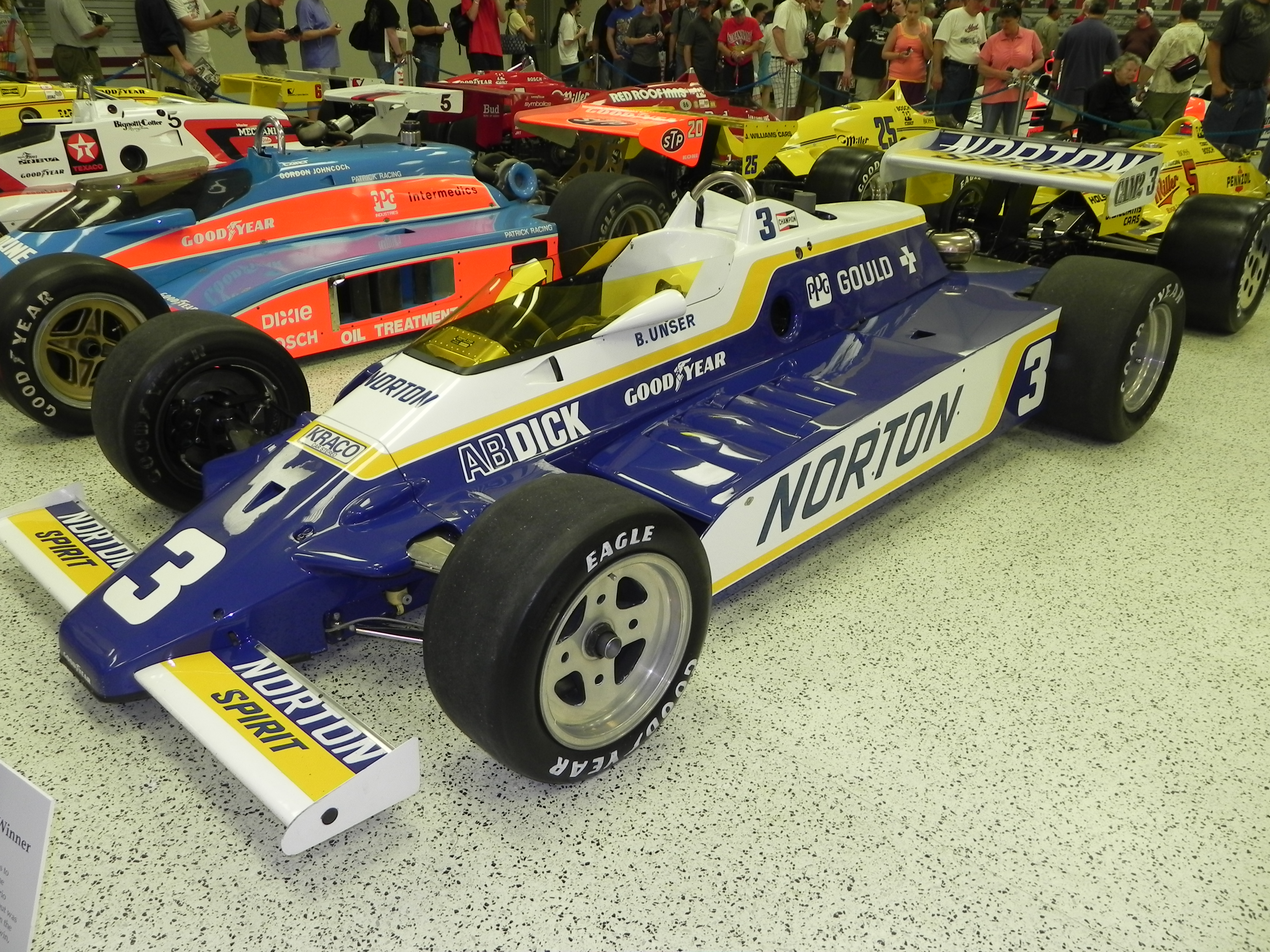
Penske coche vencedor en 1981.

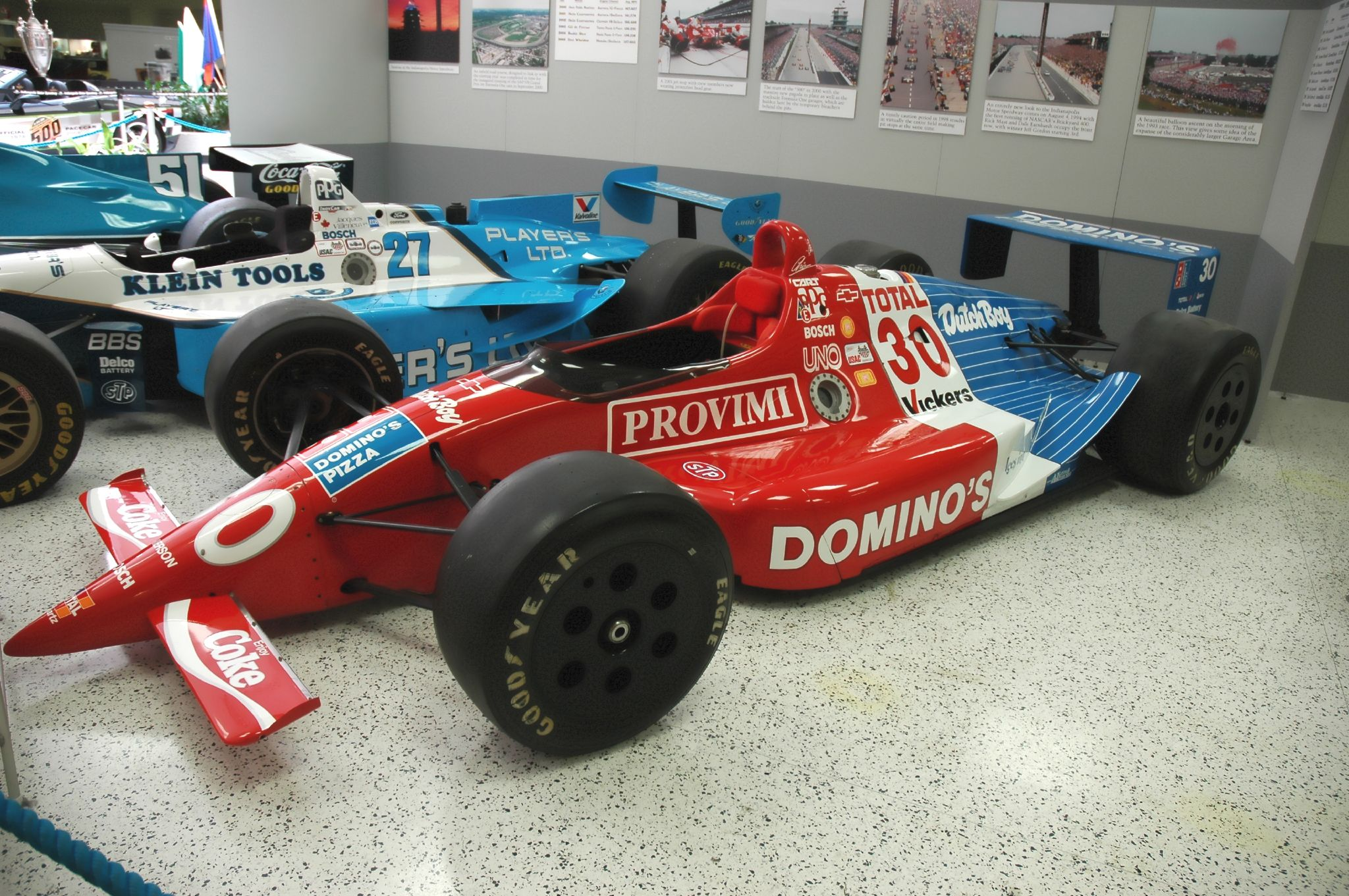
Lola-Chevrolet de Arie Luyendyk en 1990.

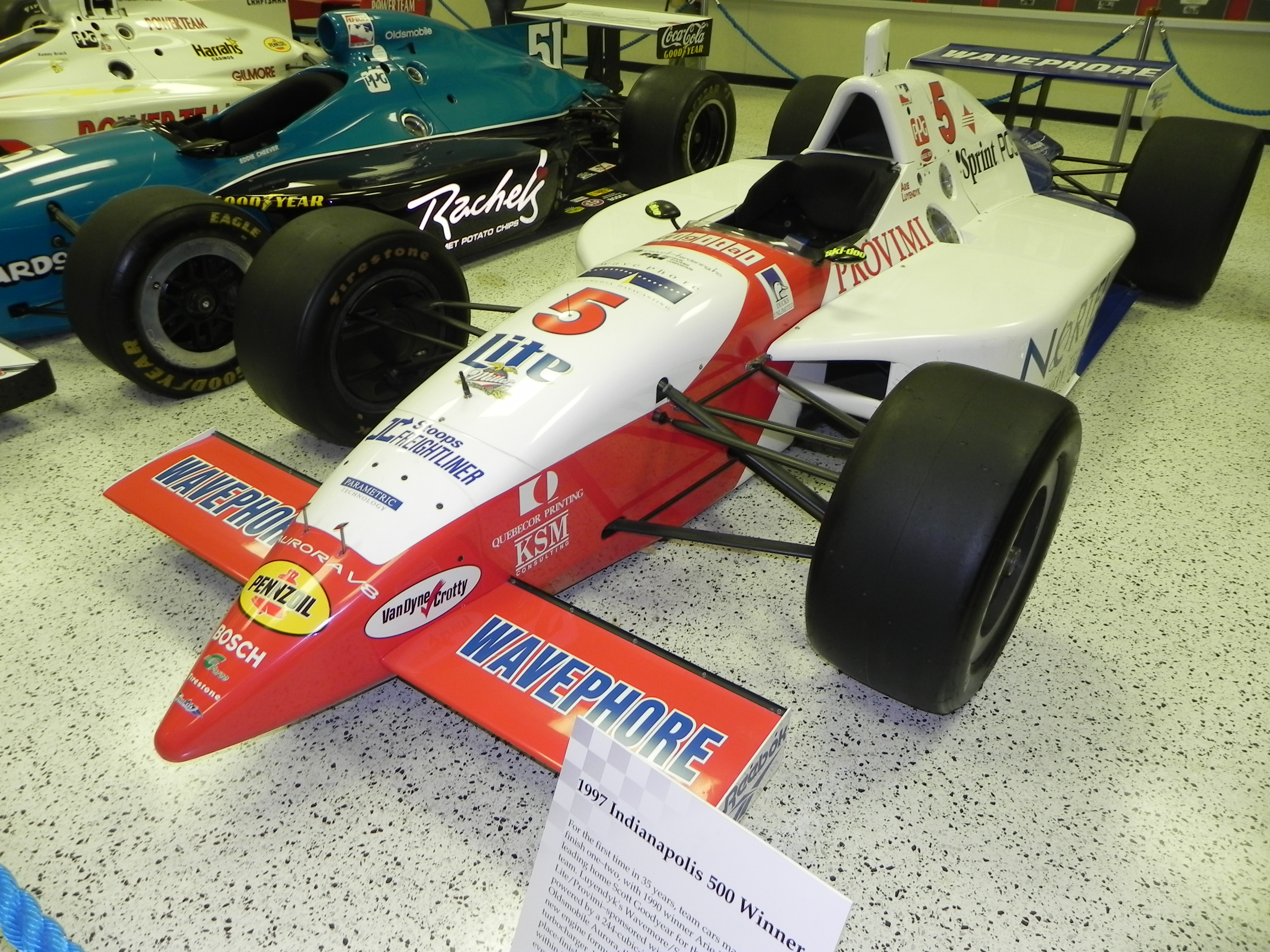
G-Force-Oldsmobile de Arie Luyendyk en 1997.

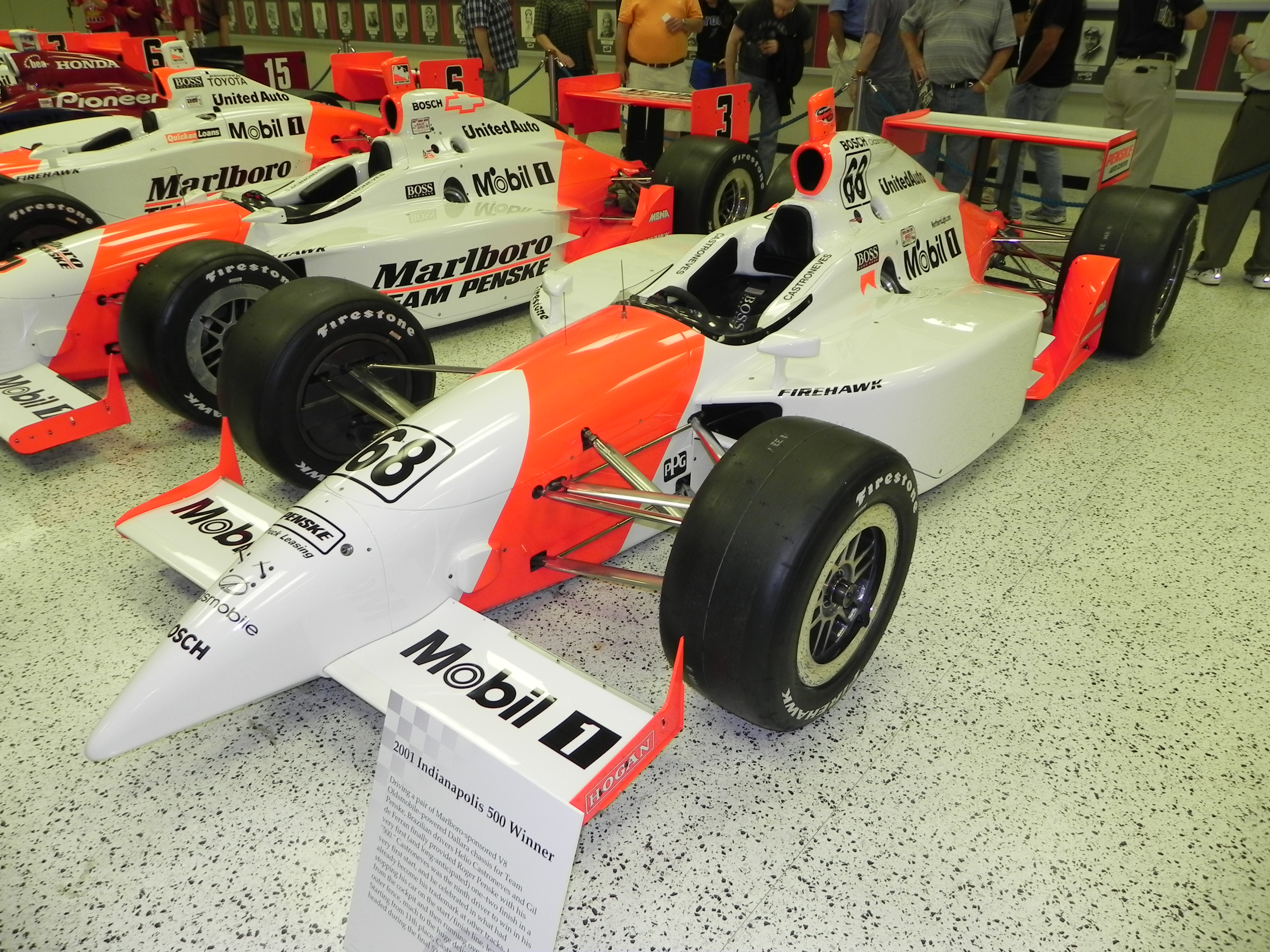
Dallara de Helio Castroneves 2001.

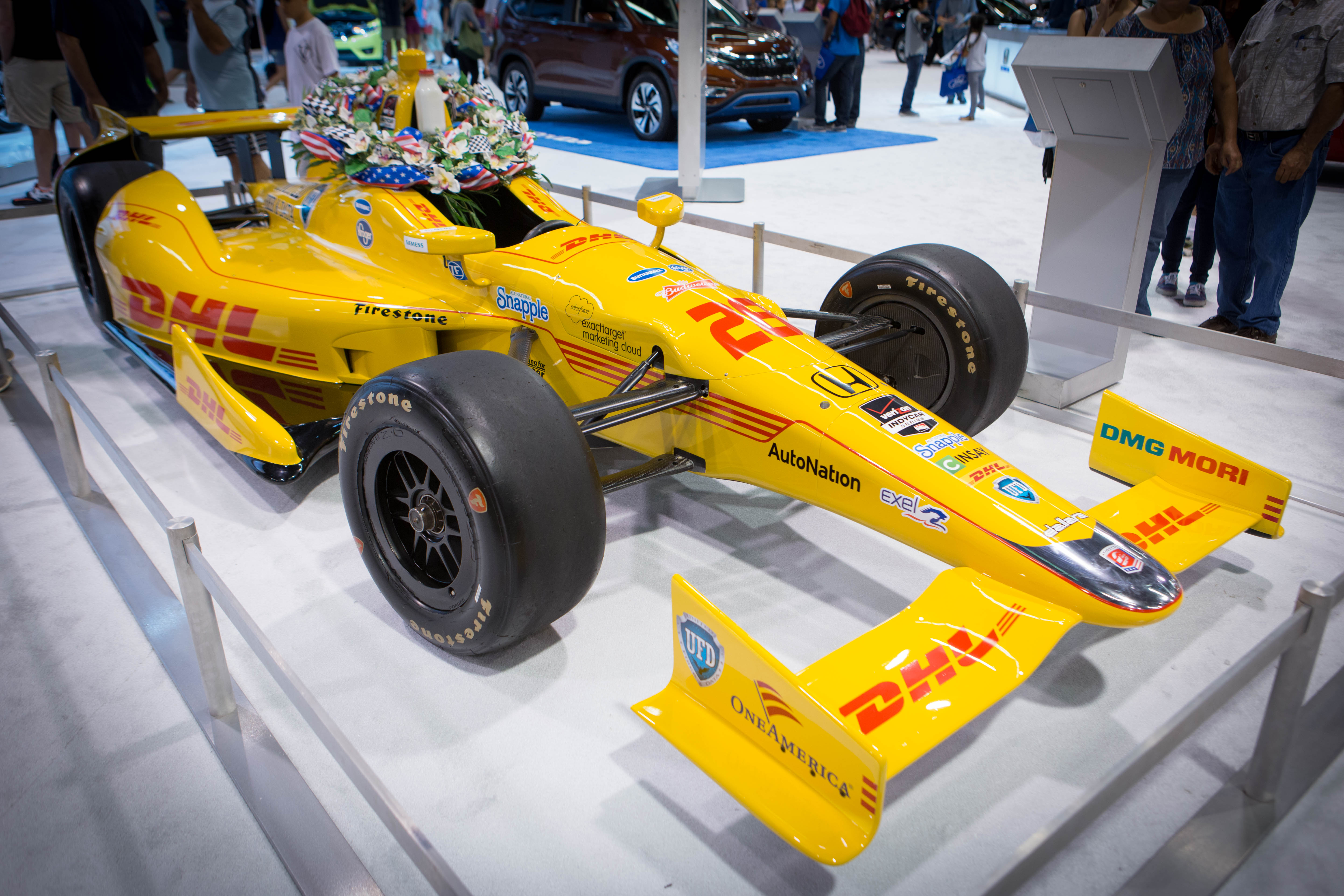
Monoplaza de Ryan Hunter-Reay de 2014.

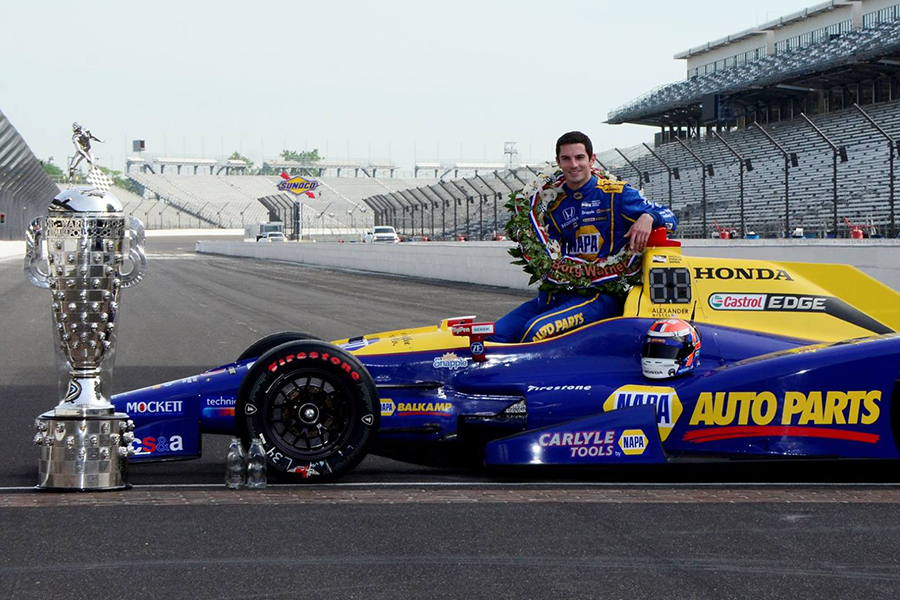
Alexander Rossi junto a su monoplaza ganador de la edición 2016.

| Competencias organizadas por la Asociación Estadounidense del Automóvil (AAA) | Competencias organizadas por la Asociación Estadounidense del Automóvil (AAA) | Competencias organizadas por la Asociación Estadounidense del Automóvil (AAA) | Competencias organizadas por la Asociación Estadounidense del Automóvil (AAA) | Competencias organizadas por la Asociación Estadounidense del Automóvil (AAA) | Competencias organizadas por la Asociación Estadounidense del Automóvil (AAA) | Competencias organizadas por la Asociación Estadounidense del Automóvil (AAA) |
| Fecha                                                                         | Piloto                                                                        | Chasis                                                                        | Motor                                                                         | Distancia (millas)                                                            | Velocidad media (mph)                                                         | Resultados                                                                    |
| ----------------------------------------------------------------------------- | ----------------------------------------------------------------------------- | ----------------------------------------------------------------------------- | ----------------------------------------------------------------------------- | ----------------------------------------------------------------------------- | ----------------------------------------------------------------------------- | ----------------------------------------------------------------------------- |
| 30 de mayo de 1911                                                            | Ray Harroun                                                                   | Marmon "Wasp"                                                                 | Marmon                                                                        | 500                                                                           | 74,602                                                                        | Resultados                                                                    |
| 30 de mayo de 1912                                                            | Joe Dawson                                                                    | National                                                                      | National                                                                      | 500                                                                           | 78,719                                                                        | Resultados                                                                    |
| 30 de mayo de 1913                                                            | Jules Goux                                                                    | Peugeot                                                                       | Peugeot                                                                       | 500                                                                           | 75,933                                                                        | Resultados                                                                    |
| 30 de mayo de 1914                                                            | René Thomas                                                                   | Delage                                                                        | Delage                                                                        | 500                                                                           | 82,474                                                                        | Resultados                                                                    |
| 30 de mayo de 1915                                                            | Ralph DePalma                                                                 | Mercedes                                                                      | Mercedes                                                                      | 500                                                                           | 89,840                                                                        | Resultados                                                                    |
| 30 de mayo de 1916                                                            | Dario Resta                                                                   | Peugeot                                                                       | Peugeot                                                                       | 300                                                                           | 84,001                                                                        | Resultados                                                                    |
| 1917-1918                                                                     | No se disputó                                                                 | No se disputó                                                                 | No se disputó                                                                 | No se disputó                                                                 | No se disputó                                                                 | No se disputó                                                                 |
| 30 de mayo de 1919                                                            | Howdy Wilcox                                                                  | Premier                                                                       | Premier                                                                       | 500                                                                           | 88,050                                                                        | Resultados                                                                    |
| 30 de mayo de 1920                                                            | Gaston Chevrolet                                                              | Frontenac                                                                     | Frontenac                                                                     | 500                                                                           | 88,618                                                                        | Resultados                                                                    |
| 30 de mayo de 1921                                                            | Tommy Milton                                                                  | Frontenac                                                                     | Frontenac                                                                     | 500                                                                           | 89,621                                                                        | Resultados                                                                    |
| 30 de mayo de 1922                                                            | Jimmy Murphy                                                                  | Duesenberg                                                                    | Miller                                                                        | 500                                                                           | 94,484                                                                        | Resultados                                                                    |
| 30 de mayo de 1923                                                            | Tommy Milton                                                                  | Miller                                                                        | Miller                                                                        | 500                                                                           | 90,545                                                                        | Resultados                                                                    |
| 30 de mayo de 1924                                                            | Lora L. Corum & Joe Boyer                                                     | Duesenberg                                                                    | Duesenberg                                                                    | 500                                                                           | 98,234                                                                        | Resultados                                                                    |
| 30 de mayo de 1925                                                            | Peter DePaolo                                                                 | Duesenberg                                                                    | Duesenberg                                                                    | 500                                                                           | 101,127                                                                       | Resultados                                                                    |
| 30 de mayo de 1926                                                            | Frank Lockhart                                                                | Miller                                                                        | Miller                                                                        | 400 (lluvia)                                                                  | 95,904                                                                        | Resultados                                                                    |
| 30 de mayo de 1927                                                            | George Souders                                                                | Duesenberg                                                                    | Duesenberg                                                                    | 500                                                                           | 97,545                                                                        | Resultados                                                                    |
| 30 de mayo de 1928                                                            | Louis Meyer                                                                   | Miller                                                                        | Miller                                                                        | 500                                                                           | 99,482                                                                        | Resultados                                                                    |
| 30 de mayo de 1929                                                            | Ray Keech                                                                     | Miller                                                                        | Miller                                                                        | 500                                                                           | 97,585                                                                        | Resultados                                                                    |
| 30 de mayo de 1930                                                            | Billy Arnold                                                                  | Summers                                                                       | Miller                                                                        | 500                                                                           | 100,448                                                                       | Resultados                                                                    |
| 30 de mayo de 1931                                                            | Louis Schneider                                                               | Stevens                                                                       | Miller                                                                        | 500                                                                           | 96,629                                                                        | Resultados                                                                    |
| 30 de mayo de 1932                                                            | Fred Frame                                                                    | Wetteroth                                                                     | Miller                                                                        | 500                                                                           | 104,144                                                                       | Resultados                                                                    |
| 30 de mayo de 1933                                                            | Louis Meyer                                                                   | Miller                                                                        | Miller                                                                        | 500                                                                           | 104,162                                                                       | Resultados                                                                    |
| 30 de mayo de 1934                                                            | Bill Cummings                                                                 | Miller                                                                        | Miller                                                                        | 500                                                                           | 104,863                                                                       | Resultados                                                                    |
| 30 de mayo de 1935                                                            | Kelly Petillo                                                                 | Wetteroth                                                                     | Offenhauser                                                                   | 500                                                                           | 106,240                                                                       | Resultados                                                                    |
| 30 de mayo de 1936                                                            | Louis Meyer                                                                   | Stevens                                                                       | Miller                                                                        | 500                                                                           | 109,069                                                                       | Resultados                                                                    |
| 30 de mayo de 1937                                                            | Wilbur Shaw                                                                   | Shaw                                                                          | Offenhauser                                                                   | 500                                                                           | 113,580                                                                       | Resultados                                                                    |
| 30 de mayo de 1938                                                            | Floyd Roberts                                                                 | Wetteroth                                                                     | Miller                                                                        | 500                                                                           | 117,200                                                                       | Resultados                                                                    |
| 30 de mayo de 1939                                                            | Wilbur Shaw                                                                   | Maserati                                                                      | Maserati                                                                      | 500                                                                           | 115,035                                                                       | Resultados                                                                    |
| 30 de mayo de 1940                                                            | Wilbur Shaw                                                                   | Maserati                                                                      | Maserati                                                                      | 500                                                                           | 114,277                                                                       | Resultados                                                                    |
| 30 de mayo de 1941                                                            | Floyd Davis & Mauri Rose                                                      | Wetteroth                                                                     | Offenhauser                                                                   | 500                                                                           | 115,117                                                                       | Resultados                                                                    |
| 1942-1945                                                                     | No se disputó                                                                 | No se disputó                                                                 | No se disputó                                                                 | No se disputó                                                                 | No se disputó                                                                 | No se disputó                                                                 |
| 30 de mayo de 1946                                                            | George Robson                                                                 | Adams                                                                         | Sparks                                                                        | 500                                                                           | 114,820                                                                       | Resultados                                                                    |
| 30 de mayo de 1947                                                            | Mauri Rose                                                                    | Deidt                                                                         | Offenhauser                                                                   | 500                                                                           | 116,338                                                                       | Resultados                                                                    |
| 30 de mayo de 1948                                                            | Mauri Rose                                                                    | Deidt                                                                         | Offenhauser                                                                   | 500                                                                           | 119,814                                                                       | Resultados                                                                    |
| 30 de mayo de 1949                                                            | Bill Holland                                                                  | Deidt                                                                         | Offenhauser                                                                   | 500                                                                           | 121,327                                                                       | Resultados                                                                    |
| 30 de mayo de 1950                                                            | Johnnie Parsons                                                               | Kurtis Kraft                                                                  | Offenhauser                                                                   | 345 (lluvia)                                                                  | 124,002                                                                       | Resultados                                                                    |
| 30 de mayo de 1951                                                            | Lee Wallard                                                                   | Kurtis Kraft                                                                  | Offenhauser                                                                   | 500                                                                           | 126,244                                                                       | Resultados                                                                    |
| 30 de mayo de 1952                                                            | Troy Ruttman                                                                  | Kuzma                                                                         | Offenhauser                                                                   | 500                                                                           | 128,922                                                                       | Resultados                                                                    |
| 30 de mayo de 1953                                                            | Bill Vukovich                                                                 | Kurtis Kraft                                                                  | Offenhauser                                                                   | 500                                                                           | 128,740                                                                       | Resultados                                                                    |
| 30 de mayo de 1954                                                            | Bill Vukovich                                                                 | Kurtis Kraft                                                                  | Offenhauser                                                                   | 500                                                                           | 130,840                                                                       | Resultados                                                                    |
| 30 de mayo de 1955                                                            | Bob Sweikert                                                                  | Kurtis Kraft                                                                  | Offenhauser                                                                   | 500                                                                           | 128,209                                                                       | Resultados                                                                    |
| Competencias organizadas por el Auto Club de Estados Unidos (USAC)            |                                                                               |                                                                               |                                                                               |                                                                               |                                                                               |                                                                               |
| 30 de mayo de 1956                                                            | Pat Flaherty                                                                  | Watson                                                                        | Offenhauser                                                                   | 500                                                                           | 128,490                                                                       | Resultados                                                                    |
| 30 de mayo de 1957                                                            | Sam Hanks                                                                     | Epperly                                                                       | Offenhauser                                                                   | 500                                                                           | 135,601                                                                       | Resultados                                                                    |
| 30 de mayo de 1958                                                            | Jimmy Bryan                                                                   | Epperly                                                                       | Offenhauser                                                                   | 500                                                                           | 133,719                                                                       | Resultados                                                                    |
| 30 de mayo de 1959                                                            | Rodger Ward                                                                   | Watson                                                                        | Offenhauser                                                                   | 500                                                                           | 135,875                                                                       | Resultados                                                                    |
| 30 de mayo de 1960                                                            | Jim Rathmann                                                                  | Watson                                                                        | Offenhauser                                                                   | 500                                                                           | 138,767                                                                       | Resultados                                                                    |
| 30 de mayo de 1961                                                            | A.J. Foyt                                                                     | Trevis                                                                        | Offenhauser                                                                   | 500                                                                           | 139,130                                                                       | Resultados                                                                    |
| 30 de mayo de 1962                                                            | Rodger Ward                                                                   | Watson                                                                        | Offenhauser                                                                   | 500                                                                           | 140,293                                                                       | Resultados                                                                    |
| 30 de mayo de 1963                                                            | Parnelli Jones                                                                | Watson                                                                        | Offenhauser                                                                   | 500                                                                           | 143,137                                                                       | Resultados                                                                    |
| 30 de mayo de 1964                                                            | A.J. Foyt                                                                     | Watson                                                                        | Offenhauser                                                                   | 500                                                                           | 147,350                                                                       | Resultados                                                                    |
| 30 de mayo de 1965                                                            | Jim Clark                                                                     | Lotus                                                                         | Ford                                                                          | 500                                                                           | 150,686                                                                       | Resultados                                                                    |
| 30 de mayo de 1966                                                            | Graham Hill                                                                   | Lola                                                                          | Ford                                                                          | 500                                                                           | 144,137                                                                       | Resultados                                                                    |
| 30 de mayo de 1967                                                            | A.J. Foyt                                                                     | Coyote                                                                        | Ford                                                                          | 500                                                                           | 151,207                                                                       | Resultados                                                                    |
| 30 de mayo de 1968                                                            | Bobby Unser                                                                   | Eagle                                                                         | Offenhauser                                                                   | 500                                                                           | 152,882                                                                       | Resultados                                                                    |
| 30 de mayo de 1969                                                            | Mario Andretti                                                                | Hawk                                                                          | Ford                                                                          | 500                                                                           | 156,867                                                                       | Resultados                                                                    |
| 30 de mayo de 1970                                                            | Al Unser, Sr.                                                                 | Colt                                                                          | Ford                                                                          | 500                                                                           | 155,749                                                                       | Resultados                                                                    |
| 29 de mayo de 1971                                                            | Al Unser, Sr.                                                                 | Colt                                                                          | Ford                                                                          | 500                                                                           | 157,735                                                                       | Resultados                                                                    |
| 27 de mayo de 1972                                                            | Mark Donohue                                                                  | McLaren                                                                       | Offenhauser                                                                   | 500                                                                           | 162,692                                                                       | Resultados                                                                    |
| 30 de mayo de 1973                                                            | Gordon Johncock                                                               | Eagle                                                                         | Offenhauser                                                                   | 332,5 (lluvia)                                                                | 159,063                                                                       | Resultados                                                                    |
| 26 de mayo de 1974                                                            | Johnny Rutherford                                                             | McLaren                                                                       | Offenhauser                                                                   | 500                                                                           | 158,589                                                                       | Resultados                                                                    |
| 25 de mayo de 1975                                                            | Bobby Unser                                                                   | Eagle                                                                         | Offenhauser                                                                   | 435 (lluvia)                                                                  | 149,213                                                                       | Resultados                                                                    |
| 30 de mayo de 1976                                                            | Johnny Rutherford                                                             | McLaren                                                                       | Offenhauser                                                                   | 255 (lluvia)                                                                  | 148,725                                                                       | Resultados                                                                    |
| 29 de mayo de 1977                                                            | A.J. Foyt                                                                     | Coyote                                                                        | Foyt                                                                          | 500                                                                           | 161,331                                                                       | Resultados                                                                    |
| 28 de mayo de 1978                                                            | Al Unser, Sr.                                                                 | Lola                                                                          | Cosworth                                                                      | 500                                                                           | 161,363                                                                       | Resultados                                                                    |
| Competencia organizada por el Club de Coches Deportivos de América (SCCA)     |                                                                               |                                                                               |                                                                               |                                                                               |                                                                               |                                                                               |
| 27 de mayo de 1979                                                            | Rick Mears                                                                    | Penske                                                                        | Cosworth                                                                      | 500                                                                           | 158,899                                                                       | Resultados                                                                    |
| Competencias organizadas por el Championship Auto Racing Teams (CART)         |                                                                               |                                                                               |                                                                               |                                                                               |                                                                               |                                                                               |
| 25 de mayo de 1980                                                            | Johnny Rutherford                                                             | Chaparral                                                                     | Cosworth                                                                      | 500                                                                           | 142,862                                                                       | Resultados                                                                    |
| 24 de mayo de 1981                                                            | Bobby Unser                                                                   | Penske                                                                        | Cosworth                                                                      | 500                                                                           | 139,084                                                                       | Resultados                                                                    |
| 30 de mayo de 1982                                                            | Gordon Johncock                                                               | Wildcat                                                                       | Cosworth                                                                      | 500                                                                           | 162,029                                                                       | Resultados                                                                    |
| 29 de mayo de 1983                                                            | Tom Sneva                                                                     | March                                                                         | Cosworth                                                                      | 500                                                                           | 162,117                                                                       | Resultados                                                                    |
| 27 de mayo de 1984                                                            | Rick Mears                                                                    | March                                                                         | Cosworth                                                                      | 500                                                                           | 163,612                                                                       | Resultados                                                                    |
| 26 de mayo de 1985                                                            | Danny Sullivan                                                                | March                                                                         | Cosworth                                                                      | 500                                                                           | 152,982                                                                       | Resultados                                                                    |
| 30 de mayo de 1986                                                            | Bobby Rahal                                                                   | March                                                                         | Cosworth                                                                      | 500                                                                           | 170,722                                                                       | Resultados                                                                    |
| 24 de mayo de 1987                                                            | Al Unser, Sr.                                                                 | March                                                                         | Cosworth                                                                      | 500                                                                           | 162,175                                                                       | Resultados                                                                    |
| 29 de mayo de 1988                                                            | Rick Mears                                                                    | Penske                                                                        | Chevrolet                                                                     | 500                                                                           | 144,809                                                                       | Resultados                                                                    |
| 28 de mayo de 1989                                                            | Emerson Fittipaldi                                                            | Penske                                                                        | Chevrolet                                                                     | 500                                                                           | 167,581                                                                       | Resultados                                                                    |
| 27 de mayo de 1990                                                            | Arie Luyendyk                                                                 | Lola                                                                          | Chevrolet                                                                     | 500                                                                           | 185,981                                                                       | Resultados                                                                    |
| 26 de mayo de 1991                                                            | Rick Mears                                                                    | Penske                                                                        | Chevrolet                                                                     | 500                                                                           | 176,457                                                                       | Resultados                                                                    |
| 24 de mayo de 1992                                                            | Al Unser Jr.                                                                  | Galmer                                                                        | Chevrolet                                                                     | 500                                                                           | 134,477                                                                       | Resultados                                                                    |
| 30 de mayo de 1993                                                            | Emerson Fittipaldi                                                            | Penske                                                                        | Chevrolet                                                                     | 500                                                                           | 157,207                                                                       | Resultados                                                                    |
| 29 de mayo de 1994                                                            | Al Unser Jr.                                                                  | Penske                                                                        | Mercedes-Benz                                                                 | 500                                                                           | 160,872                                                                       | Resultados                                                                    |
| 28 de mayo de 1995                                                            | Jacques Villeneuve                                                            | Reynard                                                                       | Ford Cosworth                                                                 | 500                                                                           | 153,616                                                                       | Resultados                                                                    |
| Competencias organizadas por la Indy Racing League (IRL)                      |                                                                               |                                                                               |                                                                               |                                                                               |                                                                               |                                                                               |
| 26 de mayo de 1996                                                            | Buddy Lazier                                                                  | Reynard                                                                       | Ford Cosworth                                                                 | 500                                                                           | 147,956                                                                       | Resultados                                                                    |
| 27 de mayo de 1997                                                            | Arie Luyendyk                                                                 | G-Force                                                                       | Oldsmobile                                                                    | 500                                                                           | 145,827                                                                       | Resultados                                                                    |
| 24 de mayo de 1998                                                            | Eddie Cheever                                                                 | Dallara                                                                       | Oldsmobile                                                                    | 500                                                                           | 145,155                                                                       | Resultados                                                                    |
| 30 de mayo de 1999                                                            | Kenny Bräck                                                                   | Dallara                                                                       | Oldsmobile                                                                    | 500                                                                           | 153,176                                                                       | Resultados                                                                    |
| 28 de mayo de 2000                                                            | Juan Pablo Montoya                                                            | G-Force                                                                       | Oldsmobile                                                                    | 500                                                                           | 167,607                                                                       | Resultados                                                                    |
| 27 de mayo de 2001                                                            | Hélio Castroneves                                                             | Dallara                                                                       | Oldsmobile                                                                    | 500                                                                           | 141,574                                                                       | Resultados                                                                    |
| 26 de mayo de 2002                                                            | Hélio Castroneves                                                             | Dallara                                                                       | Chevrolet                                                                     | 500                                                                           | 166,499                                                                       | Resultados                                                                    |
| 25 de mayo de 2003                                                            | Gil de Ferran                                                                 | Panoz G-Force                                                                 | Toyota                                                                        | 500                                                                           | 156,291                                                                       | Resultados                                                                    |
| 30 de mayo de 2004                                                            | Buddy Rice                                                                    | Panoz G-Force                                                                 | Honda                                                                         | 450 (lluvia)                                                                  | 138,518                                                                       | Resultados                                                                    |
| 29 de mayo de 2005                                                            | Dan Wheldon                                                                   | Dallara                                                                       | Honda                                                                         | 500                                                                           | 157,603                                                                       | Resultados                                                                    |
| 28 de mayo de 2006                                                            | Sam Hornish Jr.                                                               | Dallara                                                                       | Honda                                                                         | 500                                                                           | 157,085                                                                       | Resultados                                                                    |
| 27 de mayo de 2007                                                            | Dario Franchitti                                                              | Dallara                                                                       | Honda                                                                         | 415 (lluvia)                                                                  | 151,774                                                                       | Resultados                                                                    |
| Competencias organizadas por la IndyCar Series                                |                                                                               |                                                                               |                                                                               |                                                                               |                                                                               |                                                                               |
| 25 de mayo de 2008                                                            | Scott Dixon                                                                   | Dallara                                                                       | Honda                                                                         | 500                                                                           | 143,567                                                                       | Resultados                                                                    |
| 24 de mayo de 2009                                                            | Hélio Castroneves                                                             | Dallara                                                                       | Honda                                                                         | 500                                                                           | 150,318                                                                       | Resultados                                                                    |
| 30 de mayo de 2010                                                            | Dario Franchitti                                                              | Dallara                                                                       | Honda                                                                         | 500                                                                           | 161,623                                                                       | Resultados                                                                    |
| 29 de mayo de 2011                                                            | Dan Wheldon                                                                   | Dallara                                                                       | Honda                                                                         | 500                                                                           | 170,265                                                                       | Resultados                                                                    |
| 27 de mayo de 2012                                                            | Dario Franchitti                                                              | Dallara                                                                       | Honda                                                                         | 500                                                                           | 167,734                                                                       | Resultados                                                                    |
| 26 de mayo de 2013                                                            | Tony Kanaan                                                                   | Dallara                                                                       | Chevrolet                                                                     | 500                                                                           | 187,433                                                                       | Resultados                                                                    |
| 25 de mayo de 2014                                                            | Ryan Hunter-Reay                                                              | Dallara                                                                       | Honda                                                                         | 500                                                                           | 186,563                                                                       | Resultados                                                                    |
| 24 de mayo de 2015                                                            | Juan Pablo Montoya                                                            | Dallara                                                                       | Chevrolet                                                                     | 500                                                                           | 161,341                                                                       | Resultados                                                                    |
| 29 de mayo de 2016                                                            | Alexander Rossi                                                               | Dallara                                                                       | Honda                                                                         | 500                                                                           | 166,634                                                                       | Resultados                                                                    |
| 28 de mayo de 2017                                                            | Takuma Satō                                                                   | Dallara                                                                       | Honda                                                                         | 500                                                                           | 155,395                                                                       | Resultados                                                                    |
| 27 de mayo de 2018                                                            | Will Power                                                                    | Dallara                                                                       | Chevrolet                                                                     | 500                                                                           | 166,935                                                                       | Resultados                                                                    |
| 26 de mayo de 2019                                                            | Simon Pagenaud                                                                | Dallara                                                                       | Chevrolet                                                                     | 500                                                                           | 168,315                                                                       | Resultados                                                                    |
| 23 de agosto de 2020                                                          | Takuma Satō                                                                   | Dallara                                                                       | Honda                                                                         | 500                                                                           | 157,824                                                                       | Resultados                                                                    |
| 30 de mayo de 2021                                                            | Hélio Castroneves                                                             | Dallara                                                                       | Honda                                                                         | 500                                                                           | 190,690                                                                       | Resultados                                                                    |
| 29 de mayo de 2022                                                            | Marcus Ericsson                                                               | Dallara                                                                       | Honda                                                                         | 500                                                                           | 175,428                                                                       | Resultados                                                                    |
| 28 de mayo de 2023                                                            | Josef Newgarden                                                               | Dallara                                                                       | Chevrolet                                                                     | 500                                                                           | 168,193                                                                       | Resultados                                                                    |
| 26 de mayo de 2024                                                            | Josef Newgarden                                                               | Dallara                                                                       | Chevrolet                                                                     | 500                                                                           | 167,763                                                                       | Resultados                                                                    |
| 25 de mayo de 2025                                                            | Álex Palou                                                                    | Dallara                                                                       | Honda                                                                         | 500                                                                           |                                                                               | Resultados                                                                    |

### Leyenda
Válida puntuable para el Campeonato Mundial de Fórmula 1 (1950-1960).

## Estadísticas

### Pilotos con victorias múltiples
| Piloto             | Victorias | Años                   |
| ------------------ | --------- | ---------------------- |
| A. J. Foyt         | 4         | 1961, 1964, 1967, 1977 |
| Al Unser Sr.       | 4         | 1970, 1971, 1978, 1987 |
| Rick Mears         | 4         | 1979, 1984, 1988, 1991 |
| Hélio Castroneves  | 4         | 2001, 2002, 2009, 2021 |
| Louis Meyer        | 3         | 1928, 1933, 1936       |
| Wilbur Shaw        | 3         | 1937, 1939, 1940       |
| Mauri Rose         | 3         | 1941, 1947, 1948       |
| Johnny Rutherford  | 3         | 1974, 1976, 1980       |
| Bobby Unser        | 3         | 1968, 1975, 1981       |
| Dario Franchitti   | 3         | 2007, 2010, 2012       |
| Tommy Milton       | 2         | 1921, 1923             |
| Bill Vukovich      | 2         | 1953, 1954             |
| Rodger Ward        | 2         | 1959, 1962             |
| Gordon Johncock    | 2         | 1973, 1982             |
| Emerson Fittipaldi | 2         | 1989, 1993             |
| Al Unser Jr.       | 2         | 1992, 1994             |
| Arie Luyendyk      | 2         | 1990, 1997             |
| Dan Wheldon        | 2         | 2005, 2011             |
| Juan Pablo Montoya | 2         | 2000, 2015             |
| Takuma Satō        | 2         | 2017, 2020             |
| Josef Newgarden    | 2         | 2023, 2024             |

### Por nacionalidad
| País           | Victorias | Pilotos |
| -------------- | --------- | ------- |
| Estados Unidos | 76        | 53      |
| Reino Unido    | 8         | 5       |
| Brasil         | 8         | 4       |
| Francia        | 4         | 4       |
| Suecia         | 2         | 2       |
| Colombia       | 2         | 1       |
| Japón          | 2         | 1       |
| Países Bajos   | 2         | 1       |
| Australia      | 1         | 1       |
| Canadá         | 1         | 1       |
| Italia         | 1         | 1       |
| Nueva Zelanda  | 1         | 1       |
| España         | 1         | 1       |

### Motoristas con más títulos
| Núm. | Motor         | Victorias | Años |
| ---- | ------------- | --------- | --- |
| 1    | Offenhauser   | 27        | 1935, 1937, 1941, 1947, 1948, 1949, 1950, 1951, 1952, 1953, 1954, 1955, 1956, 1957, 1958, 1959, 1960, 1961, 1962, 1963, 1964, 1968, 1972, 1973, 1974, 1975, 1976 |
| 2    | Honda         | 16        | 2004, 2005, 2006, 2007, 2008, 2009, 2010, 2011, 2012, 2014, 2016, 2017, 2020, 2021, 2022, 2025                                                                   |
| 3    | Chevrolet     | 13        | 1988, 1989, 1990, 1991, 1992, 1993, 2002, 2013, 2015, 2018, 2019, 2023, 2024                                                                                     |
| 4    | Miller        | 12        | 1922, 1923, 1926, 1928, 1929, 1930, 1931, 1932, 1933, 1934, 1936, 1938                                                                                           |
| 4    | Cosworth      | 10        | 1978, 1979, 1980, 1981, 1982, 1983, 1984, 1985, 1986, 1987 |
| 5    | Ford          | 8         | 1965, 1966, 1967, 1969, 1970, 1971, 1995, 1996 |
| 6    | Oldsmobile    | 5         | 1997, 1998, 1999, 2000, 2001 |
| 7    | Duesenberg    | 3         | 1924, 1925, 1927 |
| 7    | Peugeot       | 3         | 1913, 1916, 1919 |
| 8    | Frontenac     | 2         | 1920, 1921 |
| 8    | Maserati      | 2         | 1939, 1940 |
| 8    | Mercedes-Benz | 2         | 1915, 1994 |
| 9    | Marmon        | 1         | 1911 |
| 9    | National      | 1         | 1912 |
| 9    | Delage        | 1         | 1914 |
| 9    | Sparks        | 1         | 1946 |
| 9    | Foyt          | 1         | 1977 |
| 9    | Toyota        | 1         | 2003 |

## Récords
Escudería con más victorias:
- Penske Racing (20)

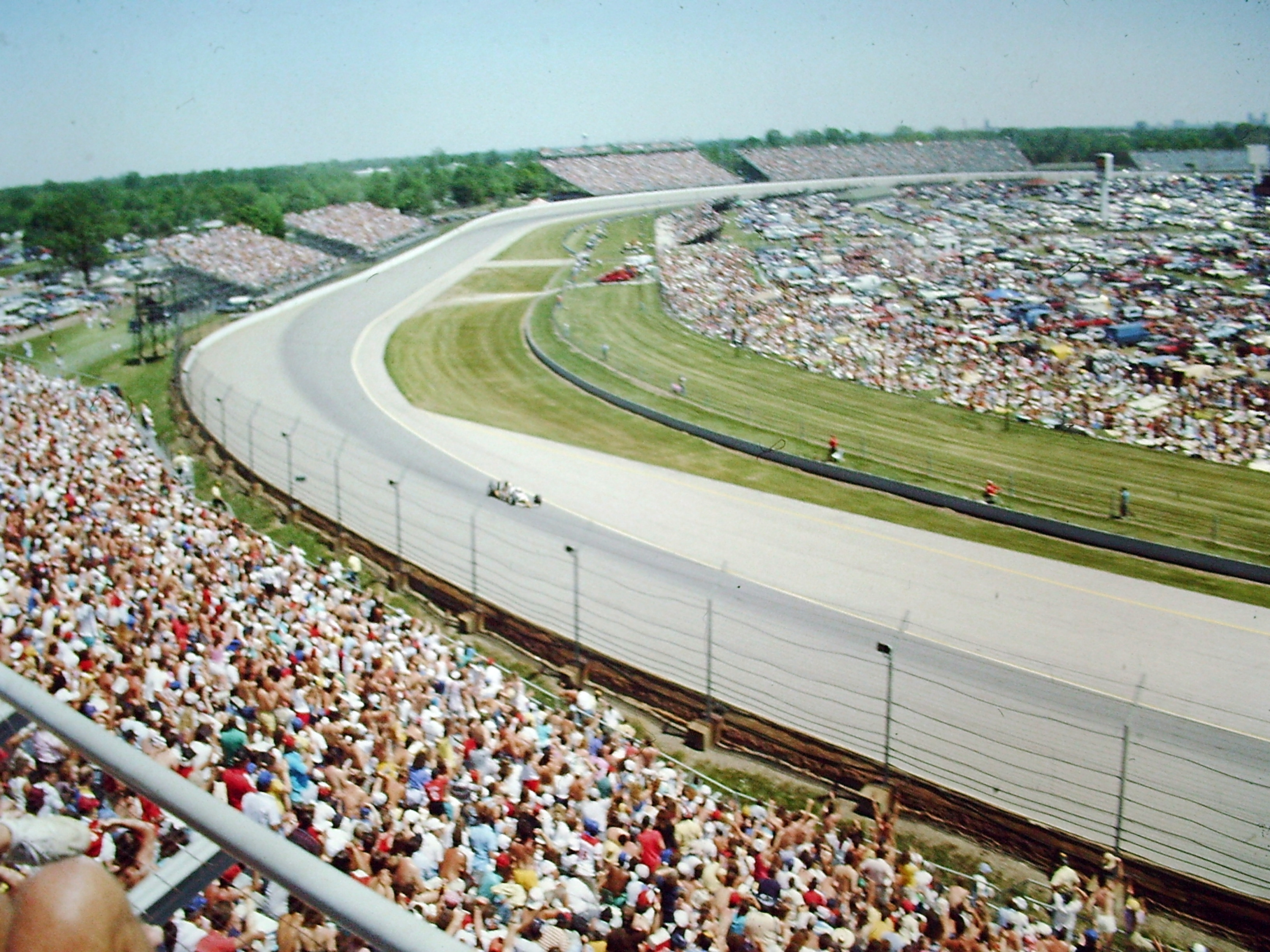
Indy 500 de 1988.

Mayor número de victorias consecutivas (2):
- Wilbur Shaw (1939-1940)
- Mauri Rose (1947-1948)
- Bill Vukovich (1953-1954)
- Al Unser Sr. (1970-1971)
- Hélio Castroneves (2001-2002)
- Josef Newgarden (2023-2024)

Mayor número de pole positions:
- 6,  Rick Mears

Menor diferencia entre el primero y el segundo:
- 0'043s entre  Al Unser Jr. y  Scott Goodyear en 1992

Mayor velocidad media de carrera:
- 306,885 km/h,  Hélio Castroneves en 2021

Menor velocidad media de carrera:
- 120,060 km/h,  Ray Harroun en 1911

Vuelta de calificación más rápida:
- 382,216 km/h,  Arie Luyendyk en 1996
- 376,940 km/h (promedio de 4 vueltas),  Scott McLaughlin en 2024

Vuelta en carrera más rápida:
- 379,971 km/h,  Eddie Cheever en 1996

Vencedor más joven:
- Troy Ruttman, 22 años y 80 días, en 1952

Vencedor más mayor:
- Al Unser, 47 años y 360 días, en 1987

Mayor número de participaciones:
- 35,  A.J. Foyt

Mayor número de vueltas como líder:
- 665,  Scott Dixon

Mujeres que han liderado la prueba:
- Danica Patrick 2005 (única en su primer año)

Mujer con la vuelta más rápida en clasificación:
- Katherine Legge 2023 logró la vuelta individual más rápida (231,596 mph) y el promedio de cuatro vueltas (231,070).

Mayor número de cambios de liderato:
- 68 (2013)

Mejor resultado para una mujer:
- Danica Patrick 2009 (3º)

Pilotos novatos ganadores:
- Ray Harroun 1911
- Jules Goux 1913
- René Thomas 1914
- Frank Lockhart 1926
- George Souders 1927
- Louis Meyer 1928
- Graham Hill 1966
- Juan Pablo Montoya 2000
- Hélio Castroneves 2001
- Alexander Rossi 2016